# Cycloptera aurantifolia
Cycloptera aurantifolia är en insektsart som först beskrevs av Stoll, C. 1787.  Cycloptera aurantifolia ingår i släktet Cycloptera och familjen vårtbitare. Inga underarter finns listade i Catalogue of Life.